# Orthotrichum urnaceum
Orthotrichum urnaceum är en bladmossart som beskrevs av C. Müller 1887. Orthotrichum urnaceum ingår i släktet hättemossor, och familjen Orthotrichaceae. Inga underarter finns listade i Catalogue of Life.